# Georges Corneau
Pour les articles homonymes, voir Corneau.
Georges Corneau né le 3 mars 1885 à Charleville et mort le 16 mai 1934 dans la même ville, est éditeur de presse, homme politique et franc-maçon français. Conseiller général et municipal, il est également, pendant sept ans et sans interruption, président du conseil de l'Ordre du Grand Orient de France de 1913 à 1920.

## Distinctions
- Croix de guerre 1914–1918
- Officier de la Légion d'honneur
- Commandeur de la Légion d'honneur